# Unterdeterminiertheit empirischer Theorien durch die Evidenz
Die Unterdeterminiertheit empirischer Theorien durch die Evidenz (engl. underdetermination of theories by evidence) bezeichnet mehrere Varianten wissenschaftstheoretischer Thesen. Demnach gibt es für eine bzw. jede Theorie, die durch empirische Evidenz bestätigt wird, mindestens eine Alternativtheorie, die ebenfalls durch genau dieselben empirischen Daten gestützt wird. Anders ausgedrückt: Durch empirische Daten wird die Wahl zwischen einer Theorie und einer oder mehreren Alternativtheorie(n) niemals abschließend festgelegt („determiniert“).
Derartige Unterdeterminiertheitsthesen sind umstritten, ebenso wie sie überhaupt genau zu formulieren und explizieren sind. Akzeptiert man die Duhem-Quine-These oder bestimmte andere holistische Thesen, folgt eine Unterdeterminiertheitsthese in der Regel einfachhin. Argumentationen für eine Unterdeterminiertheitsthese können auch einen allgemeinen wissenschaftstheoretischen Antirealismus stützen. Ein früher und bekannter Vertreter dieser Argumentationsstrategie ist etwa Bas van Fraassen.
Thomas Kuhn hat die Geschichte wissenschaftlicher Theoriebildung dergestalt zu erklären versucht, dass immer wieder Fälle auftraten, in welchen eine Entscheidung zwischen alternativen Theorien insofern ausgeschlossen ist, als diese selbst mit unterschiedlichen Interpretationen der Evidenzbasis einhergehen, was man als stärkere Variante einer Unterdeterminiertheitsthese beschreiben könnte.